# 比爾斯克
比爾斯克（俄语：Бирск）是俄羅斯巴什科爾托斯坦共和國的一座城市，位於該國北部別拉亞河畔。该市面积为77.31平方千米，海拔高度160米，2017年人口为46,330人。
1663年開埠，1781年建市。